# Bruce Alexander Cook
Bruce Alexander Cook (Chicago, 7 aprile 1932 – Los Angeles, 9 novembre 2003) è stato un giornalista e scrittore statunitense, autore di gialli storici ambientati nel XVIII secolo.
Bruce Alexander Cook ha utilizzato lo pseudonimo Bruce Alexander per firmare i gialli storici nei quali indaga il magistrato britannico sir John Fielding.

## Opere

### Romanzi
- Blind Justice, 1994
Gli occhi del giudice, Il Giallo Mondadori n. 2480, 1996
- Murder in Grub Street, 1995
Il superstite di Grub Street, Il Giallo Mondadori n. 2524, 1997
- Watery Grave, 1996
Il capitano scomparso, Il Giallo Mondadori n. 2563, 1998
- Person or Persons Unknown, 1997
- Jack, Knave, and Fool, 1998
- Death of a Colonial, 1999
- The Color of Death, 2000
- Smuggler's Moon, 2001
Mercato nero, I Classici del Giallo Mondadori n. 1057, 2005
- An Experiment in Treason, 2002
- The Price of Murder, 2003
- Rules of Engagement, 2005
Ipnosi letale, I Classici del Giallo Mondadori n. 1125, 2006